# Italian Juniors
Die Italian Juniors (auch Italian Junior International genannt) sind im Badminton die offenen internationale Meisterschaften von Italien für Junioren und damit das bedeutendste internationale Juniorenturnier in Italien. Die Meisterschaft wurde erstmals im März 2010 ausgetragen.

## Die Sieger
| Saison    | Herreneinzel       | Dameneinzel             | Herrendoppel                          | Damendoppel                                     | Mixed                                        |
| --------- | ------------------ | ----------------------- | ------------------------------------- | ----------------------------------------------- | -------------------------------------------- |
| 2010      | Matthias Almer     | Natalja Perminova       | Dmitriy Balandin Anatoliy Yartsev     | Anastasia Chervyakova Mariya Korobeynikova      | Denis Grachev Anastasia Chervyakova          |
| 2011      | Matthias Almer     | Ayla Huser              | Marin Baumann Gaëtan Mittelheisser    | Sophie Brown Holly Smith                        | Rhys Walker Holly Smith                      |
| 2012      | Victor Martín      | Anna Thea Madsen        | Mitja Šemrov Urban Turk               | Natalia Rogova Olga Morozova                    | Darren Adamson Emily Jeffs                   |
| 2013      | nicht ausgetragen  | nicht ausgetragen       | nicht ausgetragen                     | nicht ausgetragen                               | nicht ausgetragen                            |
| 2014      | Alex Vlaar         | Clara Azurmendi         | Javier Suárez Luís Enrique Peñalver   | Mila Ivanova Mariya Mitsova                     | Sean Vendy Lydia Jane Powell                 |
| 2015      | Dominik Bütikofer  | Yaëlle Hoyaux           | Yahya Adi Kumara Yantoni Edy Saputra  | Mychelle Crhystine Bandaso Serena Kani          | Andika Ramadiansyah Marsheilla Gischa Islami |
| 2016      | Korakrit Laotrakul | Manassanan Lerthattasin | Pakin Kuna-Anuvit Natthapat Trinkajee | Pattaranan Chamnaktan Kwanchanok Sudjaipraparat | Kittipong Imnark Sanicha Chumnibannakarn     |
| 2017      | Christo Popov      | Purva Barve             | Maxime Briot Fabien Delrue            | Maria Delcheva Hristomira Popovska              | Maxime Briot Marion Le Turdu                 |
| 2018      | Su Li-yang         | Huang Yin-hsuan         | Wei Chun-wei Wu Guan-xun              | Li Zi-qing Teng Chun-hsun                       | Wu Guan-xun Teng Chun-hsun                   |
| 2019      | Liu Liang          | Zhou Meng               | Dai Enyi Feng Yanzhe                  | Guo Lizhi Li Yijing                             | Feng Yanzhe Lin Fangling                     |
| 2020 2022 | nicht ausgetragen  | nicht ausgetragen       | nicht ausgetragen                     | nicht ausgetragen                               | nicht ausgetragen                            |
| 2023      | Nachakorn Pusri    | Sirada Roongpiboonsopit | Kang Khai Xing Aaron Tai              | Fungfa Korpthammakit Patida Srisawat            | Phuwanat Horbanluekit Patida Srisawat        |
| 2024      | Bharath Latheesh   | Raksha Kandasamy        | Sittisak Nadee Chayapat Piboon        | Naphachanok Utsanon Sabrina Sophita Wedler      | Pannawat Jamtubtim Naphachanok Utsanon       |
| 2025      | abgesagt           | abgesagt                | abgesagt                              | abgesagt                                        | abgesagt                                     |